# Zosia Podgorbunskij
Zosia Podgorbunskij –en ruso, Зося Подгорбунских– es una deportista rusa que compitió en escalada, especialista en la prueba de velocidad.
Ganó dos medallas de bronce en el Campeonato Europeo de Escalada, en los años 1998 y 2000.

## Palmarés internacional
| Campeonato Europeo | Campeonato Europeo   | Campeonato Europeo | Campeonato Europeo |
| Año                | Lugar                | Medalla            | Prueba             |
| ------------------ | -------------------- | ------------------ | ------------------ |
| 1998               | Núremberg (Alemania) | Medalla de bronce  | Velocidad          |
| 2000               | Múnich (Alemania)    | Medalla de bronce  | Velocidad          |

- Datos: Q60031972